# Nikolaus Vogt
Nikolaus Vogt (* um 1490 in Lunden; † 1564 oder 1565) war ein deutscher Jurist und erster Kanzler der Grafschaft Oldenburg.

## Biografie
Vogts Herkunft und frühes Leben liegt weitgehend im Dunkeln. Als gesichert gilt, dass er aus Lunden stammte und Jura sowie Theologie studierte.
Ab 1506 war er an der erst in diesem Jahr neugegründeten Brandenburgischen Universität Frankfurt a. d. Oder immatrikuliert und wechselte 1508 an die Universität Rostock. Dort erwarb er die akademischen Grade eines Licentiaten der Rechte sowie eines Magister artium. Anscheinend wurde er auch zum katholischen Priester geweiht, trat aber später, offenbar unter dem Eindruck der Reformation, wieder aus dem geistlichen Stand aus und heiratete. Seit 1526 war er als juristischer Berater und Prozessbevollmächtigter der Grafen von Oldenburg und Delmenhorst tätig. Ab dem 24. August 1527 wurde ihm als Erstem der Titel eines oldenburgischen Kanzlers verliehen. Das Vordringen des Römischen Rechts machte diesen Übergang notwendig und daraufhin wurden die leitenden Stellen in der Verwaltung und im Gerichtswesen der deutschen Staaten bevorzugt durch Juristen besetzt. Vogt stellte damit den Übergang dar zwischen den bisher vorwiegend zu Kanzleimitgliedern berufenen Geistlichen und einer neuen Berufsgruppe akademisch ausgebildeter Verwaltungsjuristen. In dieser Funktion wurden die Juristen dazu unentbehrliche Ratgeber ihrer Landesherrn in allen politischen Fragen. Auch Vogt konnte als enger Vertrauter des oldenburgischen Grafen Anton I. großen Einfluss erlangen und war neben seiner Kanzleitätigkeit auch als Superintendent für die Leitung der kirchlichen Aufgaben in der Grafschaft zuständig. 1533 schenkte ihm der Graf ein Grundstück und 1548 eine Hausstelle in Oldenburg. Daneben war Vogt auch Inhaber mehrerer kirchlicher Pfründen.
Vogt legte seine Ämter vor 1562 nieder und starb 1564 oder 1565. Nach seinem Tod wurde das Kanzleramt erst bei der Reorganisation der Kanzlei unter Johann VII. im Jahre 1573 mit Johann von Hall neu besetzt.

## Familie
Vogt heiratete spätestens 1531 Adelheid Nutzhorn († 1568), die eventuell aus der Adelsfamilie von Nutzhorn stammte. Das Ehepaar hatte zwei Töchter.